# Biserica Sfântul Dumitru din Vadul lui Vodă

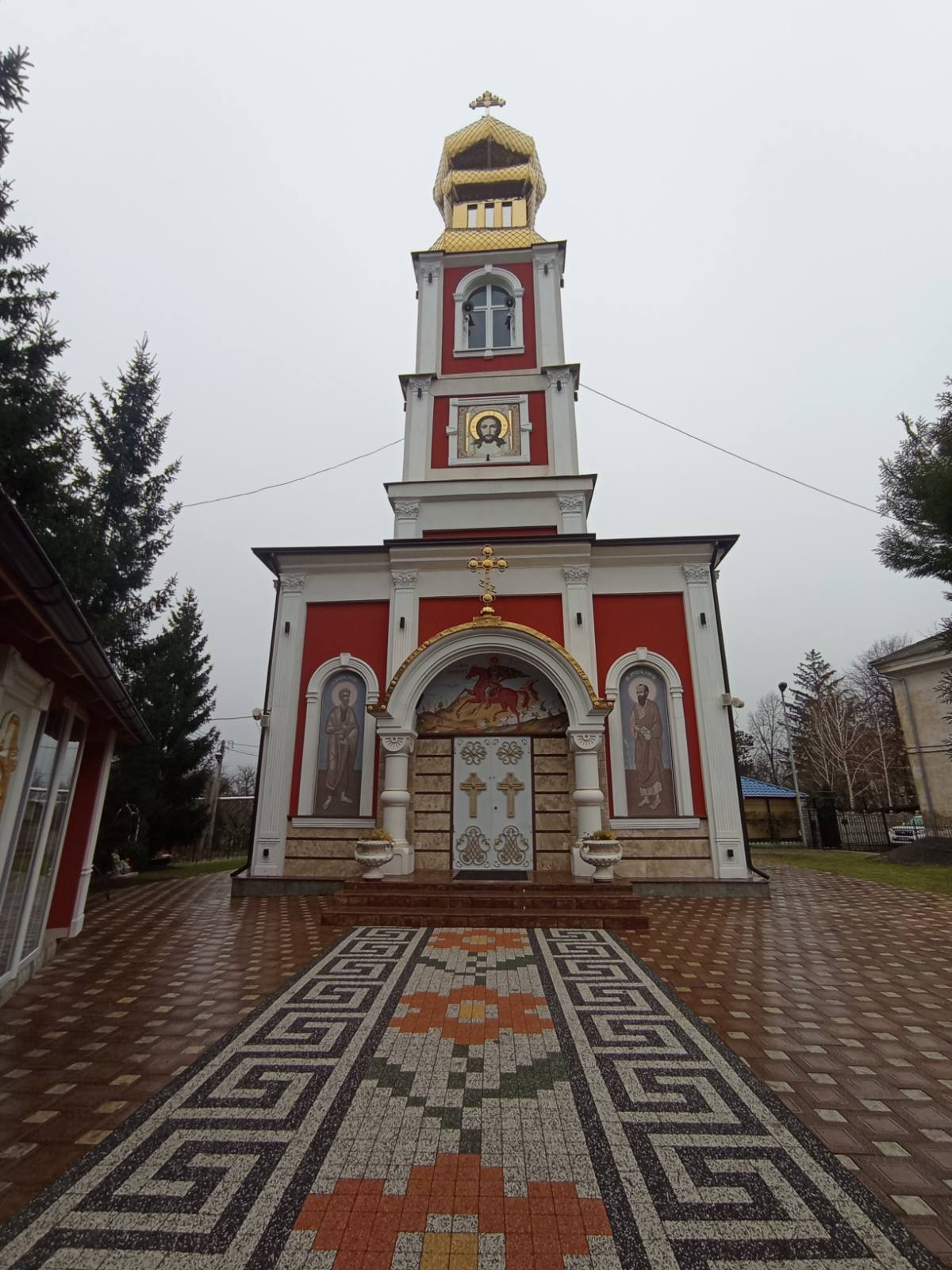

Biserica Sfântul Dumitru din Vadul lui Vodă este un lăcaș sfânt situat în orașul Vadul lui Vodă, municipiul Chișinău, Republica Moldova. A fost reconstruită în 1996 ,după 50 de ani de neslujire, de către preotul bisericii Igor Mămăligă. Adresa juridică a bisericii: orașul Vadul lui Vodă, str. Ștefan Cel Mare 40A.

## Scurt Istoric

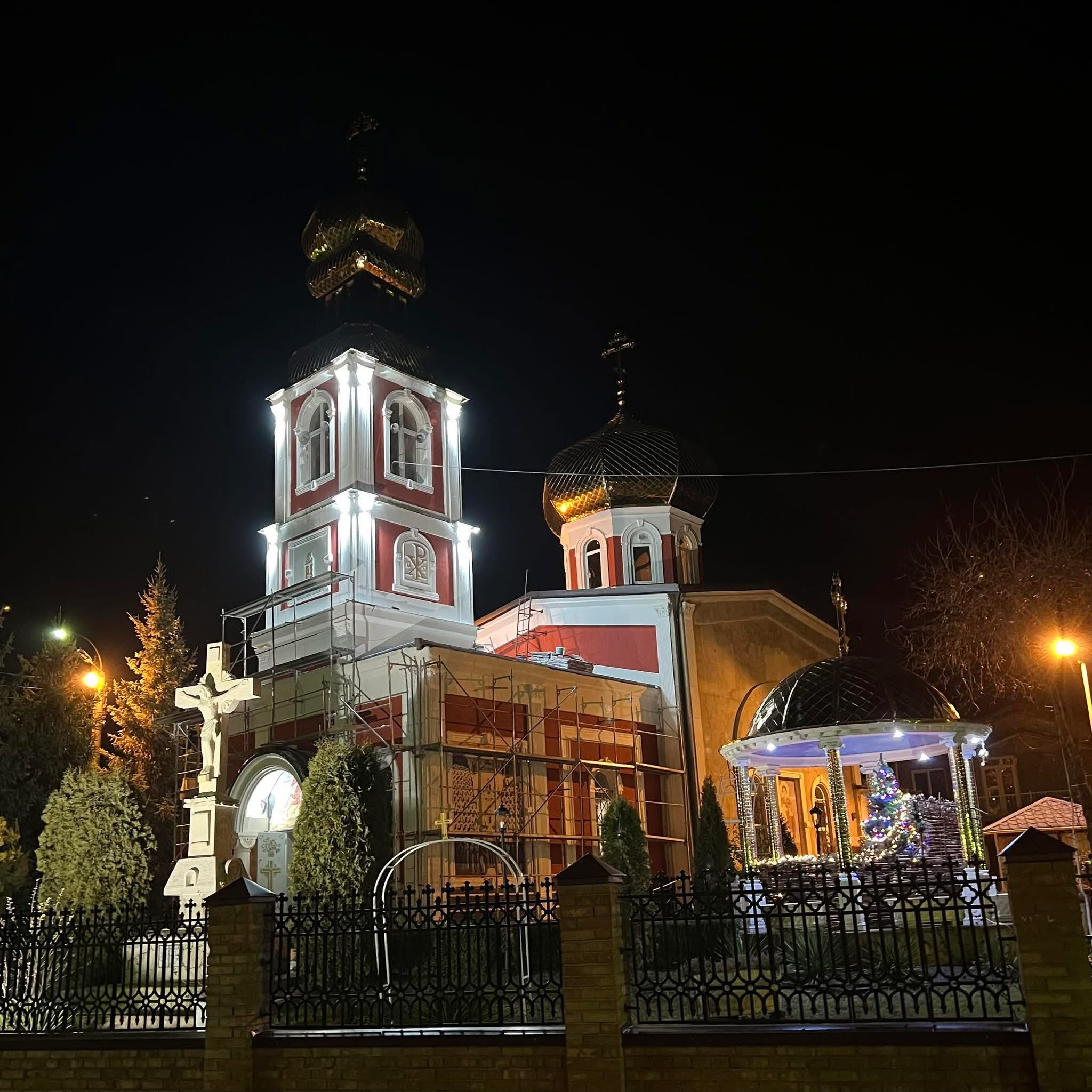

Prima biserică din piatră datează din anul 1805 și purta numele Sfinților Apostoli Petru și Pavel. Era construită in formă de corabie. În 1946 biserica a suferit de incendiu. La 26 octombrie 1946 a fost redenumită în cinstea Sfântului Mare Mucenic Dimitrie.

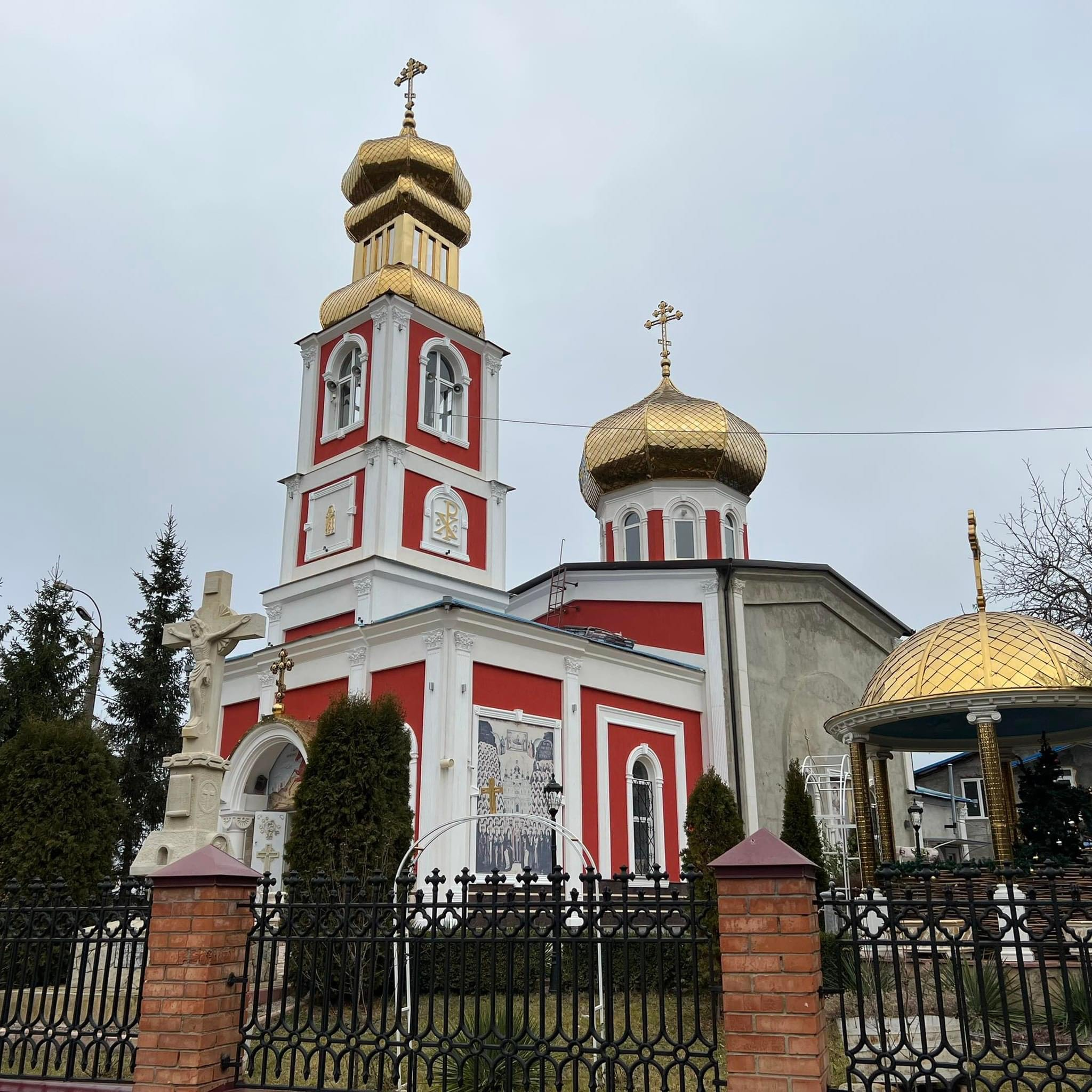
Biserica Sf.Dumitru-2024

În 1922 Înalt preasfințitul Vladimir sfințește prima piatră de temelie a unei noi biserici construită pe fundația celei vechi. În 1996, după 50 ani de neslujire, preotul Igor Mămăligă a săvârșit prima liturghie în noul lăcaș.

## Arhitectura
Între anii 2005-2006 au fost efectuate lucrări de pictură în interior si exterior de către pictorul Vasile Sandu și colaboratorii săi. 
Biserica este constuită în stil bizantin, caracterizat prin 2 cupole mari. În interiorul bisericii se alfă icoane din Ierusalim și de pe Sfântul Muntele Athos.

## Ctitorii
Lista ctitorilor:

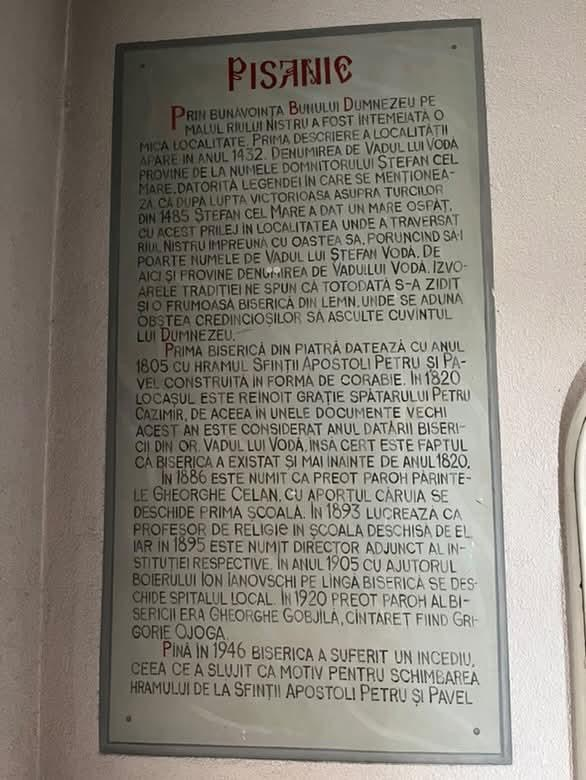

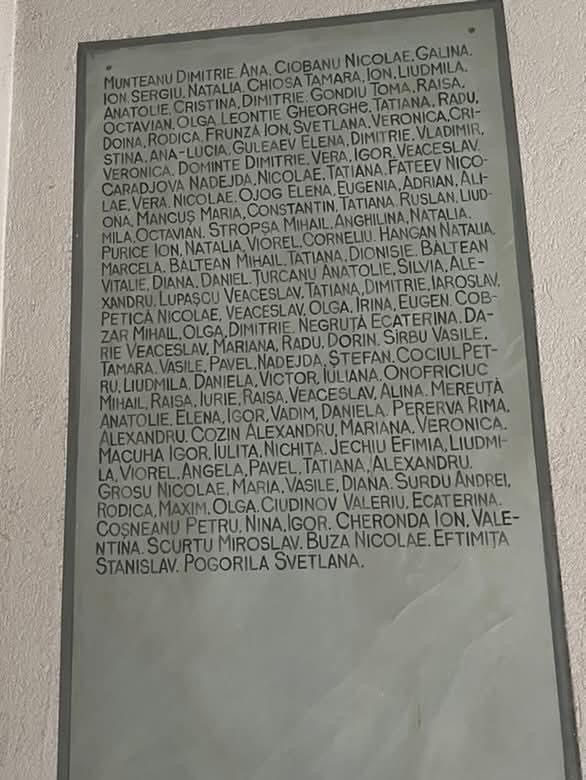
Ctitorii Bisericii

1. Mitropolitul Vladimir, Prot. Tudor Tudoreanu
2. Prot. Igor Mămăligă, Vladimir Paula
3. Popov Liviu Nina
4. Răducan Marcel, Aurelia, Gigu, Călin
5. Rusu Anatolie, Liliana, Victoria Diana
6. Ciobanu Nicolae, Elena Nicoleta
7. Munteanu Dmitrie, Ana
8. Ciobanu Nicolae, Galina, Sergiu, Natalia
9. Chiosa Tamara, Ion, Ludmila, Anatolie, Cristina și Dmitrie
10. Gondiu Toma, Raisa, Octavian, Olga
11. Leontie Gheorghe, Tatiana, Radu, Doina, Rodica
12. Frunza Ion, Svetlana, Veronica, Cristina, Ana-Lucia
13. Guleaev Elena, Dmitrie, Vladimir, Veronica
14. Dominte Dmitrie, Vera, Igor, Veaceslav
15. Caradjova Nadejda, Nicolae, Tatiana
16. Fatev Nicolae, Vera, Nicolae
17. Pogorila Svetlana

## Denumirea
Denumirea bisericii provine de la sărbătoarea religioasă Sfântul Dumitru, care se sărbătorește la data de 8 noiembrie. 

## Legături Externe
- https://ortodox.md/biserica-sf-dumitru-or-vadul-lui-voda-mun-chisinau/
- https://stiri.md/article/social/hramul-bisericii-sfantul-mare-mucenic-dimitrie-sarbatorit-la-vadul-lui-voda